# Čibej
Čibej je priimek v Sloveniji, ki ga je po podatkih Statističnega urada Republike Slovenije na dan 1. januarja 2010 uporabljalo 316 oseb in je med vsemi priimki po pogostosti uporabe uvrščen na 1.212. mesto.

## Znani nosilci priimka
- Angel Čibej (*1955), veteran vojne za Slovenijo
- Barbara Čibej Žagar, psihologinja
- Bogomir Čibej (1930—1972), geodet
- Boris Čibej (*1963?), pank-kitarist, zunanjepolitični novinar, urednik, dopisnik
- Bruno Čibej in Simon Čibej, kolesarja
- Edmund Čibej (1861—1954), učitelj, zbiralec kamnin, začetnik smučanja, publicist
- Franjo Čibej (1901—1929), filozof, pedagog
- Gorazd Čibej, pravnik, direktor Agencije za zavarovalni nadzor
- Josip Božo Čibej, učitelj
- Jože Andrej Čibej (1953—2011), matematik in ekonomist
- Ludvik Čibej (1937—2007), glasbeni pedagog, godbenik v Idriji
- Luka Čibej, bobnar, tolkalec
- Nada Čibej, arhivistka (direktorica Pokrajinskega arhiva v Kopru)
- Ren(at)o Čibej (*1961), elektrotehnik, rock/pop glasbenik (pevec, saksofonist)
- Uroš Čibej, računalničar (FRI)
- Vanja Čibej (*1959), pesnica, pisateljica (informatičarka)
- Zdenko Čibej (1920—2008), hrvaški ekonomist slovenskega rodu